# CoLoN:
CoLoN:（コロン）は2016年12月24日にデビューした7人組のメンズ・アイドルグループ。

## 概要
1st Single『Magical CoLoN:』で インディーズデビュー。
2019年8月21日に初の1st Full Album『禁情』を全国リリース。オリコンデイリーランキングではインディーズとしては異例の第3位獲得。
2022年11月7日にはZepp YOKOHAMAにてワンマンライブも開催。

## 略歴
2016年12月24日にDuckling-B(ダックリングビー)としてデビュー。
2017年8月15日にCoLoN:に名称を変更し、同年8月26日からCoLoN:として活動を開始。 
「日本一女心がわかるアイドル」として、一般女性から募集した恋愛体験談を元にして曲を作る「恋バナ企画」を実施。
2022年9月30日にリリースした10シングル「君と歩くシンデレラストーリー」がTikTokトレンド音源として「エフェクト音源賞」を受賞。
2023年2月から同年4月1日に渡り新メンバー公開オーディションを開催した。2月10日から2月24日まで一次審査をCoLoN:定期公演内にて実施。3月3日から3月17日までmystaにてオンライン二次審査を実施。4月1日に最終審査を行い、佐瀬清隆、中山朝日、三葉、奥田啓斗が加入決定。
2023年11月30日にメンバーの事務所契約終了により2024年1月12日に現メンバー7人の卒業、そして一時活動休止が発表された。

## メンバー
2024年1月13日以降、メンバーは0人。
| 名前                          | メンバーカラー | 誕生日                 | 血液型     | 出身地     | 身長       | 在籍期間                      | 備考                               |
| 旧メンバー                    | 旧メンバー     | 旧メンバー             | 旧メンバー | 旧メンバー | 旧メンバー | 旧メンバー                    | 旧メンバー                         |
| ----------------------------- | -------------- | ---------------------- | ---------- | ---------- | ---------- | ----------------------------- | ---------------------------------- |
| 与古田将幸（よこだ まさゆき） | 水色           | 1994年12月21日（30歳） |            |            |            | 結成-2018年6月6日             |                                    |
| 三森将大（みもり まさひろ）   |                |                        |            |            |            | 結成-2018年6月27日            |                                    |
| 石橋拓海（いしばし たくみ）   | 青             | 1998年1月24日（27歳）  | O型        | 福岡県     | 165cm      | 結成-2019年8月15日            |                                    |
| 木村莉汰（きむら りた）       | 水色           | 1996年9月3日（28歳）   | A型        | 山梨県     |            | 2018年8月5日-2020年8月3日     |                                    |
| 黒澤賢吾（くろさわ けんご）   | オレンジ       | 1998年4月3日（26歳）   | AB型       | 東京都     | 166cm      | 2018年10月26日-2021年12月30日 |                                    |
| 佐藤匠（さとう たくみ）       | PINK           | 1995年12月14日（29歳） | A型        | 千葉県     | 172cm      | 結成-2023年2月4日             |                                    |
| 藤縄雄大（ふじなわ ゆうだい） | WHITE          | 1995年9月25日（29歳）  | A型        | 新潟県     | 171cm      | 結成-2023年2月4日             |                                    |
| Leoga（レオガ）               | GREEN          | 1994年10月1日（30歳）  | AB型       | 千葉県     | 177cm      | 2018年6月6日-2023年2月4日     |                                    |
| 余語隼人（よご はやと）       | PURPLE         | 1991年7月9日（33歳）   | A型        | 愛知県     | 173cm      | 結成-2023年2月8日             | 結成時から離脱までリーダーだった。 |
| 後藤望（ごとう のぞむ）       | RED            | 1998年6月20日（26歳）  | B型        | 神奈川県   | 175cm      | 結成-2024年1月12日            |                                    |
| 中西宥暉（なかにし ゆうき）   | YELLOW         | 1994年1月20日（31歳）  | A型        | 愛知県     | 165~170cm  | 2018年6月6日-2024年1月12日    |                                    |
| 中島優斗（なかじま ゆうと）   | LIGHT BLUE     | 1998年3月31日（26歳）  | AB型       | 埼玉県     | 179cm      | 2022年2月28日-2024年1月12日   | 同事務所俳優部にも所属。           |
| 佐瀬清隆（させ きよたか）     | GREEN          | 1996年3月12日（29歳）  | B型        | 千葉県     | 172cm      | 2023年4月1日-2024年1月12日    | 同事務所俳優部にも所属。           |
| 中山朝日（なかやま あさひ）   | ORANGE         | 1998年3月5日（27歳）   | B型        | 熊本県     | 168cm      | 2023年4月1日-2024年1月12日    | 卒業までリーダーだった。           |
| 三葉（みつは）                | PURPLE         | 1999年8月18日（25歳）  | B型        | 広島県     | 169.4cm    | 2023年4月1日-2024年1月12日    |                                    |
| 奥田啓斗（おくだ けいと）     | WHITE          | 2000年9月28日（24歳）  | B型        | 大阪府     | 172cm      | 2023年4月1日-2024年1月12日    |                                    |

## ディスコグラフィ

### シングル
| 発売日   | 商品名                       | 楽曲                                                                            | 備考                     |
| 2017年   | 2017年                       | 2017年                                                                          | 2017年                   |
| -------- | ---------------------------- | ------------------------------------------------------------------------------- | ------------------------ |
| 12月22日 | Magical CoLoN:               | 「Magical CoLoN:」 「Magical CoLoN:(Instrumental)」                             | インディーズデビュー曲。 |
| 2018年   |                              |                                                                                 |                          |
| 4月1日   | TOKYO                        | 「TOKYO」 「TOKYO(Instrumental)」                                               |                          |
| 10月26日 | Snatch Cat                   | 「Snatch Cat」 「Snatch Cat(Instrumental)」                                     |                          |
| 2019年   |                              |                                                                                 |                          |
| 4月2日   | 少女M / Server Girl          | 「少女M」 「Server Girl」 「少女M(Instrumental)」 「Server Girl(Instrumental)」 |                          |
| 2020年   |                              |                                                                                 |                          |
| 10月28日 | 彼女いたんか〜い             | 「彼女いたんか〜い」 「返品不可」 「A.W.S.D」                                   |                          |
| 2021年   |                              |                                                                                 |                          |
| 5月26日  | THREE                        | 「THREE」                                                                       | デジタル配信のみ         |
| 6月23日  | 推しと結婚したい！           | 「推しと結婚したい！」                                                          | デジタル配信のみ         |
| 8月11日  | 妄想サマーバケーション       | 「妄想サマーバケーション」                                                      | デジタル配信のみ         |
| 2022年   |                              |                                                                                 |                          |
| 2月23日  | クラウド彼氏                 | 「クラウド彼氏」 「Shooting Star」 「Bounus track」                             |                          |
| 8月5日   | Dress UP                     | 「vivid coaster」 「Sugar Junky」 「ジェラシィポリス」                          | デジタル配信のみ         |
| 9月30日  | 君と歩くシンデレラストーリー | 「君と歩くシンデレラストーリー」                                                | デジタル配信のみ         |
| 2023年   |                              |                                                                                 |                          |
| 8月28日  | with DREAM                   | 「with DREAM」 「Aventure」                                                     | デジタル配信のみ         |

### アルバム
| 発売日  | 商品名 | 楽曲 | 備考   |
| 2019年  | 2019年 | 2019年 | 2019年 |
| ------- | ------ | --- | ------ |
| 8月21日 | 禁情   | 「甘くてにがい」 「マネキン」 「Snatch Cat」 「バーチャルヘヴン」 「穴」 「残像〜afterglow〜」 「少女M」 「Server Girl」 「魔性と呼ばれて」 「SAYONARA」 |        |